# 道の駅とざわ

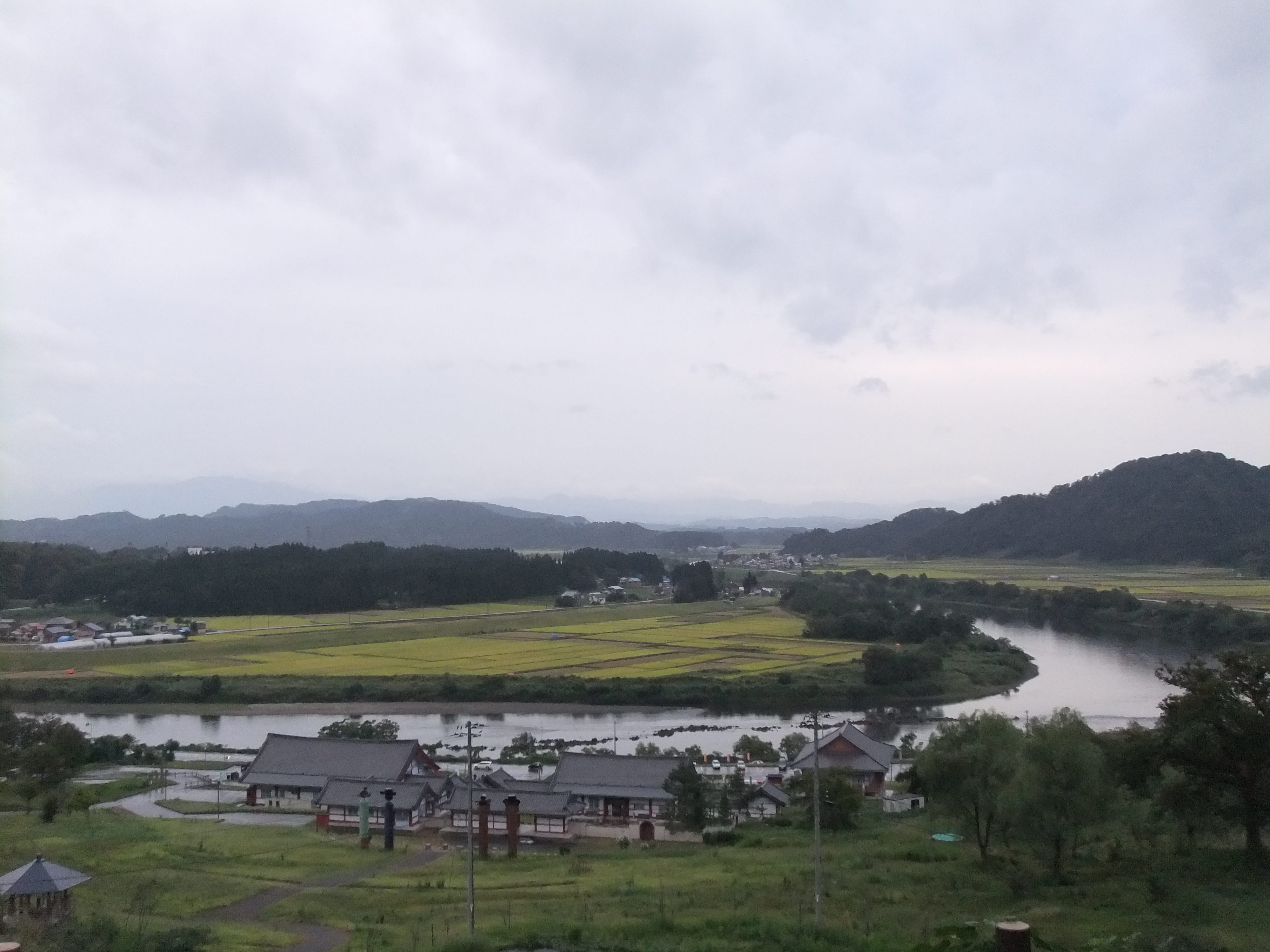
最上川のほとり なだらかな斜面にある（2012年9月）

道の駅とざわ（みちのえき とざわ）は、山形県最上郡戸沢村にある国道47号の道の駅である。愛称はモモカミの里「高麗館」。

## 概要
モモカミとは、道の駅開駅に際して、アイヌ語で崖の意味がある「モモ」と盆地の意味がある「カミ」を組み合わせて名づけられた造語で、「最上地方」という響きも持たせている。
戸沢村には、韓国人妻が多く居住していることから、彼女達が作る「戸澤流キムチ」の産品開発を行っており、その縁で韓国風の建物となっている。食堂や売店の品揃えも韓国を意識しており、韓国の歴史や文化についての紹介コーナー「民族資料館」がある。
また、当地は古来より地すべりの多発地域であり、これによる交通の遮断が多く起こっていた。国土交通省では、長年に渡って地すべり対策工事を行い、裏山全山にわたって、巨大な地すべり対策の痕跡を見ることができる。当駅では、これにちなんだ地すべり関連の展示も行っている。
2008年（平成20年）4月1日に、高麗館の運営者が戸沢村の第三セクター「戸沢村産業振興公社」から、最上川舟下りを行っている民間会社「最上峡芭蕉ライン観光」に移管された。

## 施設
- 駐車場
  - 普通車：84台
  - 大型車：10台
  - 身障者用：5台
- トイレ
  - 男：大 6器（2器）、小 14器（5器）
  - 女：11器（5器）
  - 身障者用：3器（1器）

※（）内は、24時間利用可能
- 公衆電話：1台
- 公衆FAX：1台
- 物産館「高麗」
- 地すべり資料館
- 「道の駅」駅舎
- 民族資料館
- レストラン「食文化館」
- すべりどめ観音
- 展望台
- 遊歩道

## 休館日
- 4月 - 10月：無休
- 11月 - 3月：第2・4水曜日（祝祭日の場合は翌日）

## アクセス
- 国道47号
  - 山形県道34号新庄戸沢線

## 周辺
- 最上峡 - 舟下り